# Eneko Landaburu
Pour les articles homonymes, voir Eneko.
 (août 2024).
Eneko Landaburu, né le 11 mars 1948 à Paris, est un homme politique basque espagnol, haut fonctionnaire européen.

## Biographie
De nationalité espagnole bien que né à Paris en 1948, Eneko Landaburu entame très tôt après des études de droit à l'université de Paris X Nanterre une carrière politique et devient en 1980 député du Parti socialiste ouvrier espagnol (PSOE) au Parlement du Pays basque espagnol (Eusko Legebiltzarra)). Parallèlement il poursuit des activités de recherche qui l'amènent en 1983 à diriger pour trois ans l'Institut de Recherche sur les Multinationales de Genève. Depuis 1996, il est membre du Conseil scientifique de l'Institut d'études européennes de l'Université libre de Bruxelles.

Eneko Landaburu en 1999 à la Commission européenne.

Il se tourne ensuite vers l'Europe communautaire et entre à la Commission européenne où, en juillet 1986, il est nommé directeur général de la Politique régionale et de cohésion de la Communauté. Il occupera ce poste pendant 13 ans, jusqu'en décembre 1999. Dans le même temps, Eneko Landaburu participe au Conseil d'administration de la Banque européenne d'investissement (BEI) en tant que membre suppléant (de 1993 à 1999), et il est également membre du Conseil de surveillance du Fonds européen d'investissement (FEI) installé à Luxembourg (de 1994 à 1999).
À partir de janvier 2000, Eneko Landaburu occupe les fonctions de directeur général de l'élargissement à la Commission européenne ; il est notamment chargé de diriger les négociations d'adhésion avec les pays candidats.
Eneko Landaburu est membre (juillet 2006) du conseil d'administration du think tank Notre Europe fondé par Jacques Delors en 1996.
Jusqu'au 15 septembre 2009, Eneko Landabaru est Directeur général de la DG Relations Extérieures de l’Union européenne.
Eneko Landaburu est ensuite de 2009 à 2013 ambassadeur, chef de la Délégation de l'Union européenne auprès du Royaume du Maroc. 